# Руденская, Мария Петровна
Ма́рия Петро́вна Руде́нская (18 [31] августа 1906, Царское Село, Санкт-Петербургская губерния — 21 июня 1976, Пушкин, Ленинград) — советский художник, музейный работник. Одна из создателей и первый хранитель Мемориального музея — Лицея. Заслуженный работник культуры РСФСР (1974).

## Биография
Мария Руденская (в девичестве Семенова) родилась в Царском Селе, где её предки жили с XVIII века. Осиротев в 1919 году, воспитывалась в детском доме. Училась в бывшей Мaриинской гимназии, на тот момент — 2-й Детскосельской единой трудовой школе, где в 1922—1924 гг. была одноклассницей Даниила Ювачева, будущего поэта Даниила Хармса.
Окончив школу в 1924 году, Мария Семенова получила направление в Академию художеств, но, будучи круглой сиротой и желая получить профессию, в те годы более применимую в жизни, она поступила в художественно-промышленный техникум.
После окончания техникума работала книжным графиком (оформляла учебники), делала работы для Музея антропологии и этнографии, занималась реставрацией. Она также участвовала в выставках, занималась скульптурой, графикой, фарфором, керамикой, мультипликацией, станковой живописью, впоследствии эмалью и детской игрушкой.
В 1930-х годах начался путь Марии Руденской как музейного работника. Работая экскурсоводом в Русском музее, она первая разработала тему «От иконописи к бытийному письму». Работая затем экскурсоводом в Екатерининском дворце-музее в Пушкине, Руденская стала изучать эпоху крепостного быта и придворной жизни по документам XVIII — начала XIX века, по которым написала научную работу.
В 1936 году вышла замуж за актёра, кинорежиссёра и сценариста Давида Руденского, который в 1925—1935 годах жил в Европе, под именем Dyk Rudens снимался в Германии и Швейцарии. В 1937 году у Руденских родилась дочь Светлана. В июне 1938 года Давид Руденский был арестован, в октябре этого же года расстрелян.
С первых дней Великой Отечественной войны Мария Руденская активно участвовала в обороне города Пушкина: занимала пост помощника начальника медицинской службы районного отделения Красного Креста, готовила санпосты и санпозиции, участвовала в создании истребительных батальонов. Покинула Пушкин, когда немцы подошли к его окраинам, с трудом добравшись до Ленинграда с четырёхлетней дочерью.
В блокадном Ленинграде Мария Руденская в течение года работала для фронта от Союза художников. Также была донором. В августе 1942 года эвакуировалась в Новосибирск, где работала старшим научным сотрудником Центрального хранилища музейных фондов. В 1944 году вернулась в Ленинград.
По возвращении была хранителем вернувшихся из эвакуации художественных ценностей в Исаакиевском соборе, затем в Александровском и Екатерининском дворцах Пушкина.

### Мемориальный музей-Лицей
В 1948 году Мария Руденская поступила на работу в Институт русской литературы (Пушкинский Дом) АН СССР. Приняла активное участие в создании Всесоюзного музея А. С. Пушкина в Александровском дворце и Мемориального музея-Лицея, став первым хранителем музея-Лицея, открывшегося в июне 1949 года.
Тогда у неё возникла идея создания музея во всем здании Лицея (первоначально музей занимал лишь небольшую часть здания, будучи буквально врезанным в его середину, по сторонам музея находились многочисленные коммунальные квартиры, а посетители вынуждены были подниматься на третий этаж по узкой служебной лестнице). Руденская вела не только научно-исследовательскую работу, но также, имея художественное образование и соответствующий опыт работы, выполняла эскизы, рабочие рисунки будущих интерьеров, предметов быта, какими они виделись ей на основании её архивных изысканий. Все это позволило в дальнейшем создать экспозицию Лицея, какой она существует на сегодняшний день.
После реставрации, длившейся восемь лет, 6 июня 1974 года, в день 175-летия со дня рождения А. С. Пушкина, Мемориальный музей-Лицей обрел новую жизнь. В обновленном музея Мария Руденская стала заведующей мемориальным отделом.
Марии Петровне удалось невероятное — в разрозненных лоскутных свидетельствах, фрагментах и осколках давно ушедшей эпохи увидеть целостно образ Лицея!

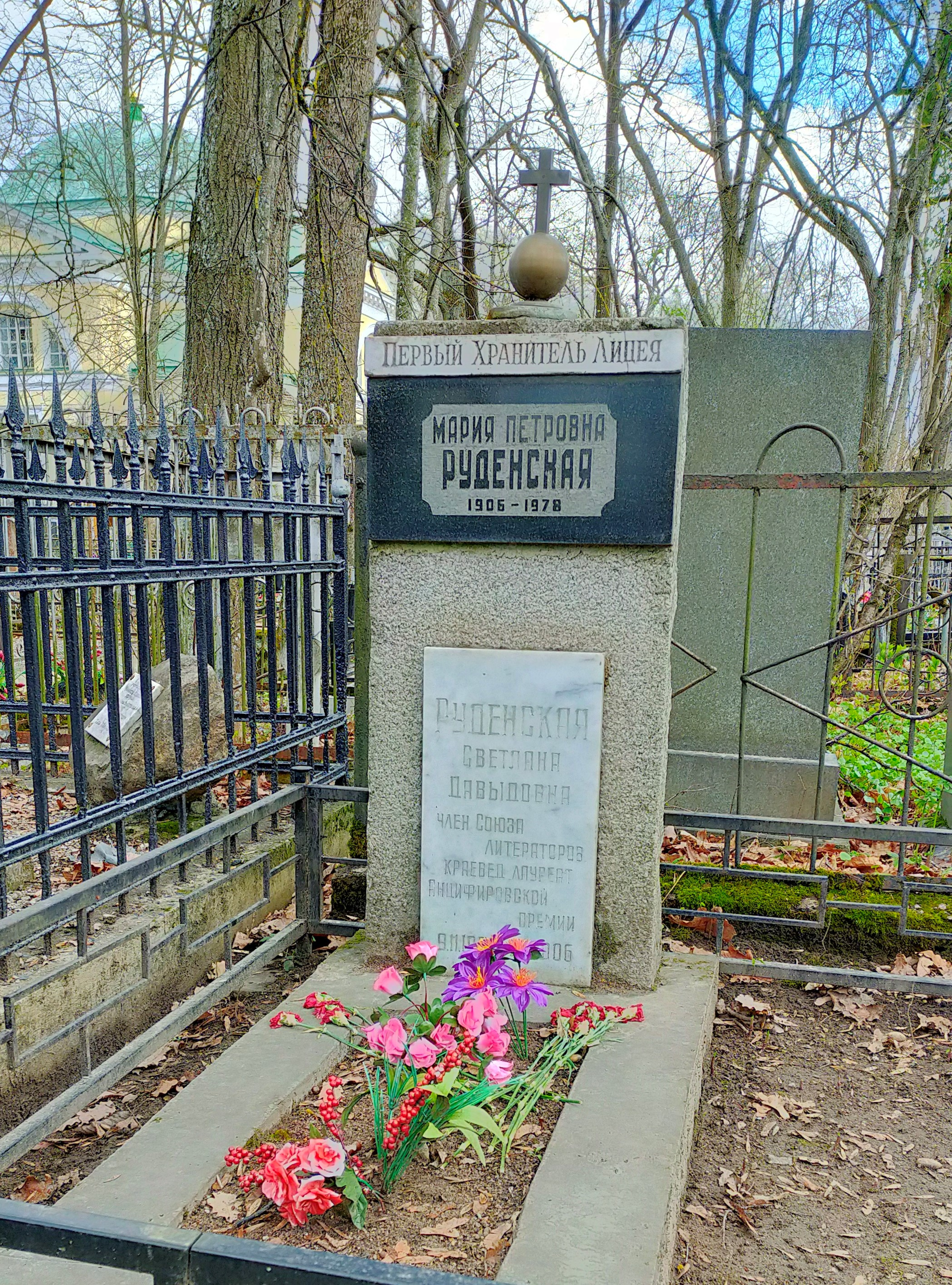
Могила М. П. Руденской и её дочери С. Д. Руденской, Казанское кладбище

Коллеги называли Руденскую «гением экспозиционного искусства», отмечали её фанатичную преданность мемориальному музею в Лицее, который она считала делом своей жизни:
Помню, как она «доставала» два шерстяных одеялах для… воспитанников-лицеистов, то есть, для того, чтобы накрыть ими музейные кровати… Сотрудники посмеивались: «Мальчики могут замерзнуть?».
Между тем, в этом время замерзала ее любимая дочь Светлана, чье здоровье было принесено в жертву Лицею. Светлана целыми вечерами ждала свою мать из архива, лежа у керосинки в нетопленной комнате…
М. П. Руденская — автор книг, посвященных Царскосельскому лицею, как путеводителей по музею, так и исторических, рассказывающих о судьбе воспитанников Лицея и их наставников.
Мария Петровна Руденская скончалась 21 июня 1976 года в Пушкине. Похоронена на Казанском кладбище.

## Семья
- Муж — Давид Руденский (1896—31.10.1938[11][9]), актёр, кинорежиссёр, сценарист. Репрессирован. Реабилитирован.
- Дочь — Светлана Руденская, в замужестве Балашова, научный сотрудник Мемориального музея-Лицея.

## Избранная библиография
- «Лицей», музей (Пушкин): Альбом. — Л. : Лениздат, 1976.

Следующие книги и тексты альбомов — в соавторстве с С. Д. Руденской
- Они учились с Пушкиным. — Л. Лениздат, 1976.
- Пушкинский лицей : Очерк-путеводитель. — Л. : Лениздат, 1980.
- С лицейского порога: выпускники лицея 1811—1917. — Л. : Лениздат, 1984.
- «Наставникам… за благо воздадим». — Л. : Лениздат, 1986.
- В садах лицея : Фотоальбом (фотосъемка В. П. Мельникова). — Л. : Лениздат, 1989.